# Долина Смерти (национальный парк)
Национальный парк Долина Смерти (англ. Death Valley National Park) является наиболее засушливым национальным парком в США, расположенном к востоку от горного хребта Сьерра-Невада в штате Калифорния, США, а также в небольшом анклаве в штате Невада. Площадь парка составляет 13 518 км², включает в себя долину Салина, большую часть долины Панаминт, почти всю долину Смерти, а также территории нескольких горных систем. Парк имеет самый сухой и самый жаркий климат среди национальных парков Соединённых Штатов, в нём в месте, известном как Бэдуотер (англ. Badwater), расположена вторая по глубине наземная точка в западном полушарии — 86 м ниже уровня моря.
До присвоения парку природоохранного статуса здесь в основном занимались золотодобычей. Первые известные американцы некоренного происхождения пришли на эту землю зимой 1849 года, полагая, что они сэкономят время, сократив путь до золотых приисков Калифорнии. После нескольких недель путешествия и потеряв одного человека умершим, они в конце концов решили назвать это место Долиной Смерти. В конце XIX — начале XX века в долине появилось несколько быстрорастущих поселений, жители которых занимались золотодобычей, однако эти поселения оказались недолговечными. Единственной долговременной доходной рудой оказалась бура — минерал, использовавшийся для производства мыла и в промышленности. Для транспортировки этой руды использовались повозки, запряжённые 18 мулами и парой лошадей — впоследствии такая необычная практика транспортировки стала основой для создания многочисленных книг, радио и телепередач, а также кинофильмов. Национальным памятником долина Смерти была объявлена в 1933 году, после чего она попала под охрану государства. В 1994 году статус национального памятника был заменён на статус национального парка, в этом же году территория парка была расширена, включив в себя долины Салина и Юрика.
Окружающая среда парка стала результатом геологических преобразований на этой территории, которые имеют долгую и сложную историю. Самые старые горные породы образовались в результате метаморфических изменений по крайней мере 1700 млн лет назад. В древности находившиеся на этом месте тёплые и мелководные внутренние моря оставляли обширные морские отложения; и так продолжалось до тех пор, пока расщелина не открыла путь в Тихий океан. Отложения продолжались и далее до тех пор, пока зона субдукции не сформировала прибрежную зону. Образовавшиеся на западе горы и ряд вулканов закрыли путь к океану. Позднее земная кора стала разрываться, создав аридный рельеф, который мы наблюдаем сегодня. Долины были заполнены осадочными породами, а в сырые времена ледниковых периодов озёрами, такими как озеро Менли.

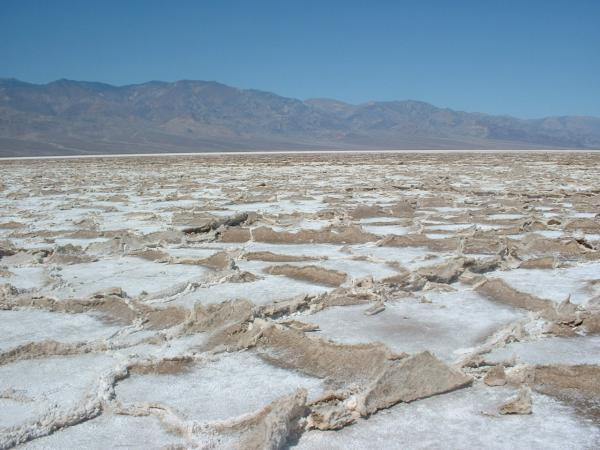
Точка Бэдуотер — 86 м ниже уровня моря

## Географические особенности

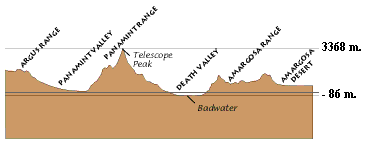
Разрез прилегающей территории — показаны самая высокая и самая низкая точки.

В состав парка входят две крупные долины — Смерти и Панаминт, каждая из которых образовалась несколько миллионов лет назад и обе ограничены протянувшимися с севера на юг горными цепями. Эти, а также другие соседние долины, следуют общей тенденции топографической структуры Провинции долин и хребтов (англ. Basin and Range Province), за одним исключением: в центральной части долины Смерти имеется ряд параллельных геологических разломов, в результате чего центральная часть долины несколько расширена.
В настоящее время происходит процесс дальнейшего повышения окружающих гор и понижения дна долины. Процесс подъёма Чёрных гор происходит настолько быстро, что аллювиальные вееры (конусообразные отложения потока в горловине каньонов) от них относительно небольшие и крутые по сравнению с огромными аллювиальными веерами, исходящими с хребта Параминт. В результате быстрого роста во многих местах вдоль Чёрных гор образовались так называемые «бокалоподобные каньоны», а не классические V-образные, сходящиеся в точке потока. Вместо этого форма V заканчивается в каньоне на полпути вниз относительно небольшим и крутым аллювиальным веером, на котором скапливаются отложения потока.

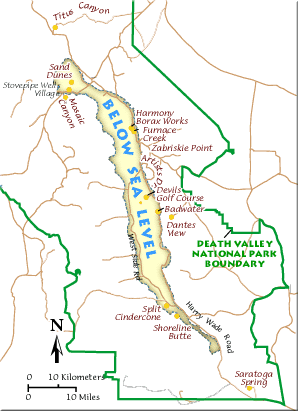
Карта национального парка. Жёлтым цветом выделена территория ниже уровня моря.

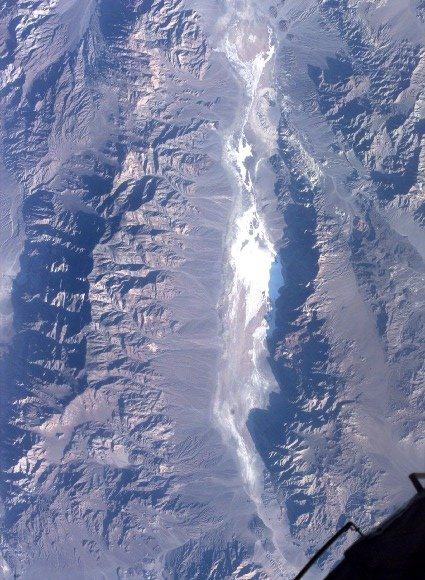
Вид на парк из космоса

Самым высоким местом парка является хребет Панаминт с пиком Телескоп высотой 3368 м над уровнем моря. Долина Смерти является переходной зоной между северной частью пустыни Мохаве и пятью горными хребтами вдоль Тихого океана, три из которых (Сьерра-Невада, Аргус и Панаминт) являются значительными барьерами. Воздушные потоки, быстро спускаясь с гор, в результате адиабатического процесса сильно нагреваются и теряют влажность, в результате чего возникает сухой и горячий воздух — этот процесс климатологи называют «дождевой тенью». В результате этого процесса долина Смерти считается самой засушливой территорией Северной Америки, где в районе Бэдуотер в год в среднем выпадает всего 43 мм осадков (в некоторые годы там не регистрируется сколь-нибудь значительных дождей). Ежегодный средний уровень выпадения осадков колеблется от 48 мм в местах ниже уровня моря до 380 мм в горах, окружающих долину. Когда же дождь наконец приходит, он часто вызывает обильные ливневые наводнения, которые изменяют структуру ландшафта и иногда создают очень мелкие временные озера.
На уровне 86 м ниже уровня моря находится вторая самая низкая точка земной поверхности в западном полушарии (после Гран-Бахо-де-Сан-Хулиан в Аргентине), а на расстоянии всего 140 км от этого места вершина Уитни поднимается на высоту 4421 м над уровнем моря. Это место является последней точкой в дренажной системе Большого Бассейна, и хотя в настоящее время этот факт не имеет практического значения, в предыдущие, более влажные времена в этом месте собиралась вода со всего региона, образуя большое древнее солёное озеро Менли, которое впоследствии высохло, образовав соляное озеро. Таким образом, соляные озёра в долине считаются одними из крупнейших озёр в мире, богатыми такими минералами как бура, различными солями и гидратами. Крупнейшее соляное озеро в парке протянулось на 65 км, общей площадью в 500 км² покрывая дно долины. Вторым широко известным таким соляным озером является Рейстрек, также знаменитое своими загадочными движущимися камнями.
10 июля 1913 года в Долине Смерти в районе Бэдуотер была зафиксирована рекордно высокая температура — +57 °C, и до сегодняшнего дня эта температура остаётся самой высокой зарегистрированной в Северной Америке. Ежедневные дневные летние температуры, превышающие 50 °C, обычны для территории парка, а в зимние ночи температура иногда опускается ниже нуля. Несколько ручьёв в долине Смерти питаются подземными водами водоносных горизонтов, которые тянутся на восток к южным районам штатов Юта и Невада. Большая часть воды в этих водоносных горизонтах скопилась там несколько тысяч лет назад, во время ледниковых периодов эпохи плейстоцена, когда климат был мягче и прохладнее. Современный сухой климат не позволяет восполнять потребляемые запасы воды в горизонтах.
Жаркий и сухой климат препятствует формированию почвы. Оползни являются основным процессом эрозии, результат которого — оголённые горные хребты с почти полным отсутствием почвы. Песчаные дюны в парке немногочисленны. Самым известным местом являются дюны из кварцевого песка в районе Стоувпайп-Веллс (англ. Stovepipe Wells), другое место находится в 16 км к северу, где дюны образованы из травертинового песка.

## История

### Ранняя история
За последние 10 000 лет на этой территории жили четыре различные культуры индейцев. Представители первой группы, называемой Неварес-Спринг (англ. Nevares Spring), были охотниками и собирателями; они обосновались здесь приблизительно 9 000 лет назад, когда в долине Смерти ещё были озёра — остатки огромных озёр Менли и Панаминт. В то время климат был гораздо мягче, и в районе было изобилие дичи. 5 000 лет назад (прим. в 3000 году до нашей эры) им на смену пришла другая схожая культура Мескуайт-Флат (англ. Mesquite Flat People). Около 2 000 лет назад, в начале нашей эры, на этой территории появились индейцы Саратога-Спринг (англ. Saratoga Spring People). К тому времени территория уже представляла собой жаркую и безводную пустыню (последнее известное озеро в долине Смерти высохло за тысячу лет до этого). Эта культура была уже более продвинута в охоте и собирательстве, а также владела несколькими ремёслами. Эти люди также оставили в долине загадочные образцы камней.
Ещё спустя тысячу лет кочевое племя Тимбиша (англ. Timbisha) переселилось на эту территорию, занялось здесь охотой, а также сбором плодов мескитового дерева и орехов с деревьев родственного сосне подотряда дюкампопинус. Из-за высокой разницы высот между дном долины и вершинами гор племя практиковало вертикальную миграцию — их зимние лагеря находились в нижней части долины, а весной и летом по мере созревания трав и других растений они поднимались всё выше в горы. Ноябрь заставал их на вершинах гор, где они собирали орехи, а после этого спускались обратно в долину на зимовку. Несколько семей этого племени до сих пор живут на территории парка в окрестности Фёрнес-Крик. Другая деревня этого племени располагалась недалеко от современного замка Скотти. Многие демонстрируемые корзины в экспозиции замка были изготовлены работавшими там индейцами племени Тимбиша.
Калифорнийская золотая лихорадка привлекла в этот район первых поселенцев европейской расы. В декабре 1849 года две группы старателей со 100 повозками-вагончиками, заблудившись, вступили на землю долины, пытаясь найти кратчайший путь в Калифорнию. Они несколько недель не могли найти выход из долины и вынуждены были съесть несколько своих волов, чтобы выжить. Однако они нашли источники пресной воды из нескольких ручьёв. Деревянные части вагончиков были использованы для приготовления пищи. Место, где они жили, сейчас называется «Лагерь сгоревшего вагончика» (англ. Burned Wagons Camp) и расположено недалеко от песчаных дюн.
Бросив свои повозки, они в конечном счёте смогли перебраться через горный перевал Уингейт-Пас (англ. Wingate Pass). Покидая долину, одна из женщин в группе развернулась и воскликнула «Прощай, долина смерти!», таким образом дав ей современное название. На самом деле, только один пожилой мужчина по имени Кулвервелл скончался по дороге, да и то он был полуживой перед началом путешествия. Одного из членов группы звали Уильям Левис Менли (англ. William Lewis Manly), который впоследствии написал книгу «Долина Смерти в 49» (англ. Death Valley in '49), описав свои злоключения и прославив эту территорию. Его именем геологи назвали доисторическое озеро на дне долины.

### Быстрый рост и упадок

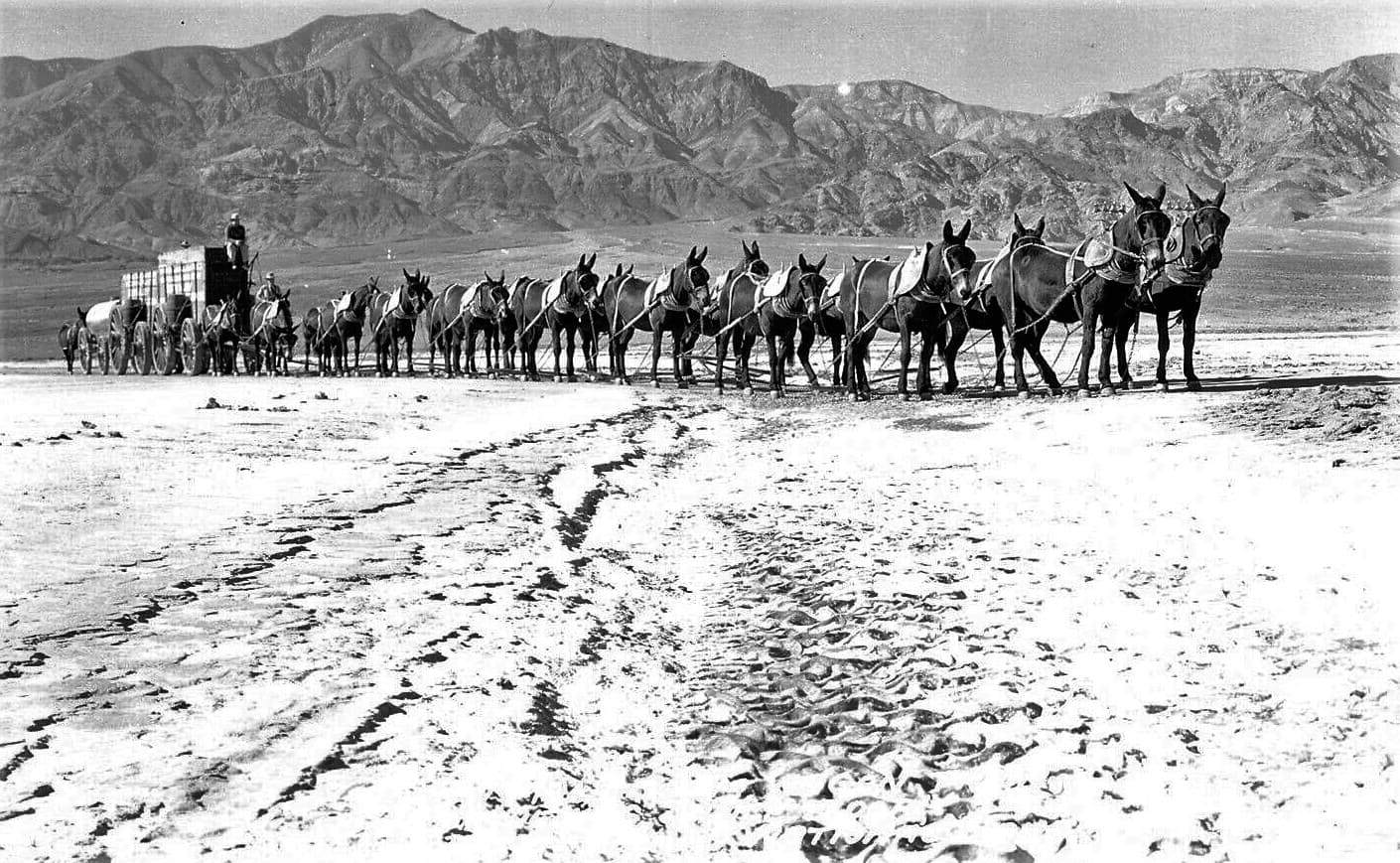
Повозка, запряжённая 20 мулами.

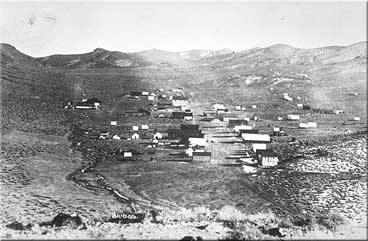
Посёлок Скиду в 1906 году.

Добыча руд, ассоциировшихся с этой территорией, являлась лёгким и одновременно выгодным делом, здесь начали добывать эвапоритовые ископаемые, такие как соли, бораты и тальк. В 1881 году Рози и Аароном Уинтерсами возле Фернес-Крик-Ранчо (англ. Furnace Creek Ranch) были найдены залежи буры. В том же году Игл Бура Воркс (англ. Eagle Borax Works) стало первым коммерческим предприятием в долине Смерти по добыче буры. Вильям Телл Коулман (William Tell Coleman) построил здесь предприятие по добыче и переработке буры для изготовления мыла и других промышленных нужд, которое просуществовало с конца 1883 (или начала 1884) по 1888 годы. Конечный продукт перевозился на 10-тонных повозках, запряжённых 18 мулами и двумя лошадьми на расстояние в 265 км до ближайшей железнодорожной станции в Мохаве. Такой караван полностью оборачивался за 30 дней, в среднем двигаясь со скоростью 3 км в час. В 1890 году была образована торговая марка «20-Mule Team Borax» и компания «Pacific Coast Borax Company» после того Френсис Марион Смит (Francis Marion Smith) приобрёл предприятия Коулмана. Запоминающееся изображение повозки, гружёной «20 мулами» имело большой рекламный успех, что коммерчески продвигало торговую марку мыла «Boraxo», а также серию радио и телевизионных передач под общим названием «Дни Долины Смерти» (англ. Death Valley Days). Добыча буры продолжалась и после краха империи Коулмана, и к 1920-м годам эта территория вышла на первое место в мире по запасам и добыче этого ископаемого.
Кроме буры здесь пытались добывать медь, золото, свинец и серебро. Эти спорадические попытки проваливались из-за отдалённости территории и тяжёлых климатических условий. В декабре 1903 года безработный ирландский шахтёр по имени Джек Кен (Jack Keane) и баскский мясник по имени Доминго Эчаррен (Domingo Etcharren) решили заняться здесь добычей серебра. Кен случайно обнаружил огромный выступ месторождения золота и быстро застолбил данный участок. Этот случай стал началом недолгой золотой лихорадки в этой области. Рудники Кена наряду с другими рудниками впоследствии вымерших городов Райолайт (Rhyolite), Скиду (Skidoo) и Харрисбург (Harrisburg) стали единственными, добывшими достаточное количество металлической руды. Остальные старатели убедились в бесперспективности данного дела, а выросшие в начале XX века города быстро пришли в упадок после «Паники 1907 года» — периода экономического спада в США.

### Ранний период туризма
Первым зарегистрированным средством туристического обслуживания в парке стал ряд палаточных домиков, построенных в 1920-х годах на месте нынешнего городка Стоувпайп-Веллс (англ. Stovepipe Wells). Люди приезжали сюда ради находящихся здесь водяных ключей, полагая, что их вода обладает лечебными и укрепляющими свойствами. В 1927 году одна из добывающих буру компаний преобразовала свою официальную резиденцию в гостиницу Furnace Creek Inn и курорт. Родник использовался для обслуживания курорта, и поскольку его вода питала близлежащие заболоченные места, те начали постепенно сжиматься по мере высыхания.
Вскоре долина стала популярным местом для зимних путешествий. Другие туристические центры, сначала использовавшиеся для частных посещений, позднее были открыты для публики. Одним из самых значимых центров из этого числа стало ранчо, известное как Замок Скотти (англ. Scotty’s Castle). Этот большой дом в стиле испанского ранчеро в 1930-х годах стал отелем, в большой степени благодаря известному золотоискателю Уолтеру Скотту (англ. Walter E. Scott). Уолтер Скотт, более известный как «Скотти из Долины Смерти» (англ. Death Valley Scotty), заявил, что это его замок и он построил его на деньги, вырученные за добытое им золото; и хотя это было не так, реальный владелец замка чикагский миллионер Альберт Массей Джонсон (англ. Albert Mussey Johnson) поощрял этот миф. Когда Джонсона спросили, какое отношение к нему имеет Скотт, тот ответил в том духе, что он, Джонсон, был банкиром Скотта.

## Животный и растительный мир парка
Парк является местом обитания многих растений и животных, приспособившихся к суровому пустынному климату. Среди обитателей национального парка можно назвать ларрею трёхзубчатую (лат. Larrea tridentata), толсторогого барана (лат. Ovis canadensis), койота (лат. Canis latrans) и солоноватоводного карпозубика (Cyprinodon salinus), одного из немногих выживших видов, сохранившихся с тех времён, когда климат был более влажным. Примерно 95 % процентов территории парка считается дикой и неосвоенной.

### Защита окружающей среды

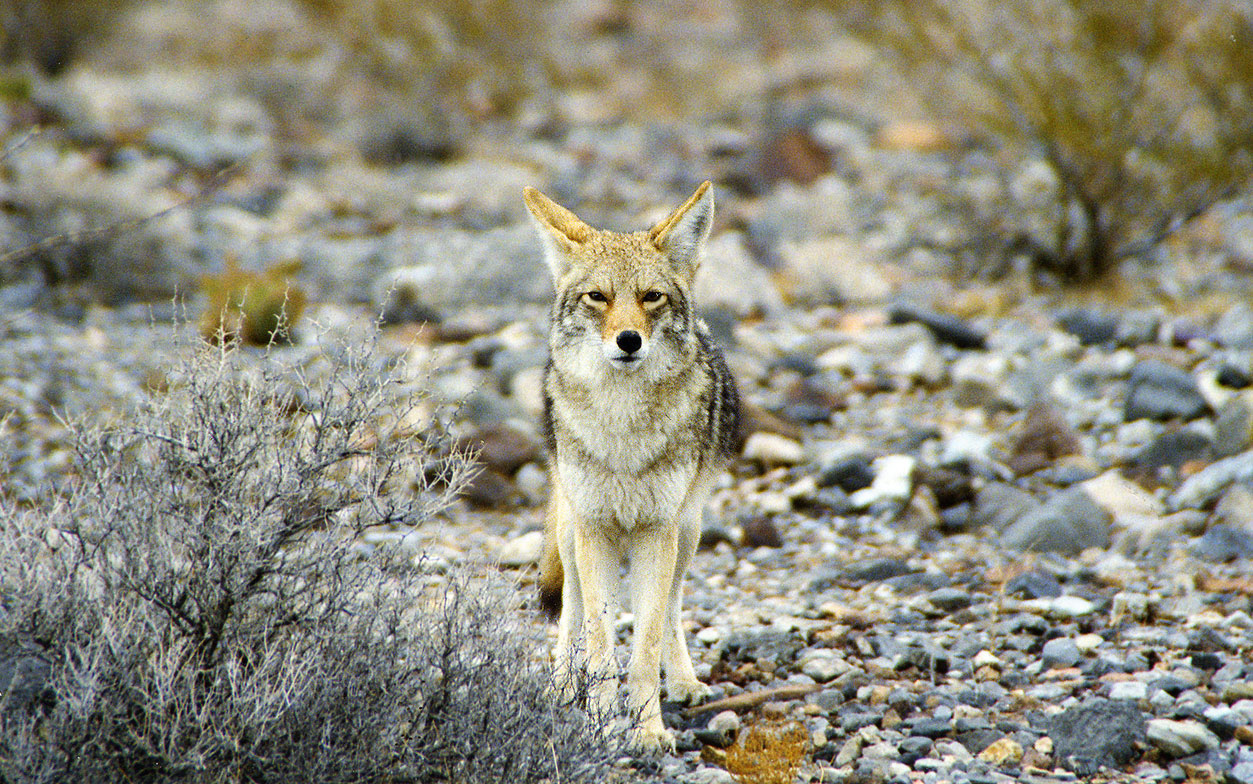
Койот — местный обитатель.

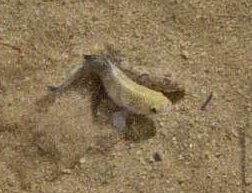
Пустынная рыбка солоноватоводный карпозубик.

11 февраля 1933 года президент США Герберт Гувер объявил территорию вокруг долины Смерти национальным памятником, выделив для этого около 8000 км² южной Калифорнии и прилегающих районов западной Невады. Во времена Великой депрессии до начала 1940-х годов в парке работали 12 компаний, работавшие по прокладке 800 км дорог, водопроводов, телефонных линий, а также построившие в общей сложности 76 зданий. Для индейцев из племени Шошоны были построены деревня с кирпичными зданиями, прачечная и фактория. Также были сооружены пять кемпингов и взлётно-посадочные полосы для авиасообщения.
Строительство привело к временному закрытию территории для туризма и горного дела. Однако, по положению Конгресса, в июне 1933 года добыча руд на территории была вновь возобновлена. Новые технологии и тяжёлое оборудование позволили обрабатывать более низкие сорта руды и большее их количество. К горным корпорациям были ужесточены требования, запрещавшие разработки открытого типа на хорошо обозримых местах национального памятника. Требования общества привели к ещё большей защите парка.
В 1976 году Конгресс подписал акт о запрете на территории парка регистрации новых горнодобывающих компаний, горнодобычи открытым способом, а также обязал администрацию памятника перепроверить десятки тысяч требований регистрации предыдущих лет. В 1980 году была разрешена лишь ограниченная горнодобыча с высокими требованиями по охране природы. В настоящее время Управление Ресурсов парка наблюдает за добычей в пределах границ парка продолжает рассматривать статус 125 непатентованных и 19 патентованных запросов на добычу. По состоянию на 2003 год, единственной активной горнодобывающей деятельностью в районе является шахта Billie Mine.
В 1984 году национальный памятник был выдвинут на статус заповедника биосферы под эгидой ЮНЕСКО. 31 октября 1994 года он был преобразован в Национальный парк и расширен на 5300 км², что сделало его крупнейшим парком в континентальной части США.
Некоторые населённые пункты в пределах границы региональной системы грунтовых вод, которой пользуются растения и животные парка, испытывают одни из самых быстрых темпов роста в США. Одним из очевидных примеров являются города Лас-Вегас и Пахрамп в штате Невада. По подсчётам местной торговой палаты, в Лас-Вегас ежемесячно прибывает 6000 человек. С 1985 по 1995 годы население Лас Вегаса увеличилось с 550 700 до 1 138 800 человек.
По Долине Смерти проходит ежегодный двухдневный сверхмарафон Бэдуотер, считающийся «самым тяжёлым легкоатлетическим пробегом в мире». Старт забега происходит во впадине Бэдуотер (86 м ниже уровня моря), финиш — на горе Уитни (2548 м над уровнем моря); общая протяженность дистанции — 215 км.